# Ислямски календар
Ислямският календар (на арабски: التقويم الهجري القمري), наричан също по отправното му събитие хиджра или хеджира и (местно) егира, е лунен календар, използван главно в мюсюлманските страни, както и от мюсюлманите по света за определяне на ислямските празници.
Неговата отправна начална дата е 16 юли 622 година (петък), на която пророкът Мохамед от Мека, където е подложен на гонения, се преселва (последван от негови поддръжници) в Медина, където получава признание. Това събитие на арабски е наречено хиджра (оттегляне, преселване), откъдето идва неофициалното (и неточно) име на мюсюлманския календар.
Тъй като е лунен календар, годината в него има продължителност точно 12 оборота на Луната около Земята, тоест общо 354 (355) дни. 33 лунни години се равняват на около 32 слънчеви години.

## Месеци
| №  | Дни           | Име на български                    | Име на арабски             | Значение на името                  | Бележки                                                                                    |
| -- | ------------- | ----------------------------------- | -------------------------- | ---------------------------------- | ------------------------------------------------------------------------------------------ |
| 1  | 30 дни        | Мухаррам                            | مُحَرَّم                       | забранен                           | Всякакви битки и ловуване са забранени (от „харам“ – забрана). Включва деня Ашура.         |
| 2  | 29 дни        | Сафар                               | صَفَر                        | празнота                           | В предислямския месец арабските къщи са празни, докато обитателите им събират храна.       |
| 3  | 30 дни        | Рабиа' ал-Ауал                      | رَبيع الأوّل                 | първата пролет                     |                                                                                            |
| 4  | 29 дни        | Рабиа' ал-Тани / Рабиа' ал-Ахир     | رَبيع الثاني رَبيع الآخر     | втората пролет / последната пролет |                                                                                            |
| 5  | 30 дни        | Джумада ал-Ула                      | جُمادى الأولى               | първата суша                       | Често е считан за ислямското „предлято“.                                                   |
| 6  | 29 дни        | Джумада ал-Тания / Джумада ал-Ахира | جُمادى الثانية جُمادى الآخرة | втората суша / последната суша     |                                                                                            |
| 7  | 30 дни        | Раджаб                              | رَجَب                        | уважение, чест                     | Също свещен месец, в който войната е забранена.                                            |
| 8  | 29 дни        | Ша'абан                             | شَعْبان                      | разпръснат                         | В предислямския месец арабските племена се разпръскват, за да търсят вода.                 |
| 9  | 30 дни        | Рамадан                             | رَمَضان                      | горящ                              | Най-почитаният месец. Мюсюлманите постят от изгрев до залез слънце и се грижат за бедните. |
| 10 | 29 дни        | Шаууал                              | شَوّال                       | повишен                            |                                                                                            |
| 11 | 30 дни        | Ду ал-Ка'да                         | ذو القَعْدة                  | този на примирието                 | Поредният месец, в който войната е забранена.                                              |
| 12 | 29 или 30 дни | Ду ал-Хиджа                         | ذو الحِجّة                   | този на поклонение                 | Месецът за хадж (годишното голямо поклонение в Мека). Войната също е забранена.            |

## Преобразуване
Тъй като хиджра годината е по-кратка с 11 дни от грегорианската, поради което ислямската Нова година (като начална дата в годината) се мести ежегодно назад, няма точно съответствие на годините. Следват 2 формули за приблизително превръщане на хиджра (ХГ) година в грегорианска (ГГ) и обратно:
```
ХГ = 1,030684 × (ГГ − 621,5643)
ГГ = 0,970229 × ХГ + 621,5643
```

или
```
ХГ = (ГГ − 622) × 33 ÷ 32
ГГ = ХГ + 622 − (ХГ ÷ 33)
```